# Thymus fedtschenkoi
Thymus fedtschenkoi (чебрець Федченка) — вид рослин родини глухокропивові (Lamiaceae), поширений у Ірані, Туреччині, Закавказзі.

## Опис
Квіткові стебла тонкі, висотою 3–7 см, коротковолоскові. Листки довжиною 4–5 мм, шириною 2.5–3 мм, безволосі.

## Поширення
Поширений у Ірані, Туреччині, Закавказзі (Азербайджан, Вірменія та Грузія).